# Stanislav Binički
Stanislav Binički, srbski dirigent, skladatelj in pedagog, * 27. julij 1872, Jasika pri Kruševcu, Srbija, † 15. februar 1942, Beograd, Srbija.

## Življenje
Prvo glasbeno izobrazbo je dobil pri Stevanu Mokranjcu in Josifu Marinkoviću. Gimnazijo je obiskoval v Leskovcu, solopetje in kompozicijo je študiral v Münchnu.
Po vrnitvi v Beograd je ustanovil Beograjski vojaški orkester, Orkester kraljeve garde in Srbsko glasbeno šolo. Sprva je deloval kot pedagog, kasneje je bil dirigent številnim zborom. V prvi svetovni vojni se je s srbsko vojsko udeležil velikega vojaškega umika preko Albanije na otok Krf.
V okviru Narodnega gledališča je leta 1920 osnoval beograjsko Opero, kjer je postal njen prvi direktor in dirigent. Po letu 1924 se je povsem posvetil skladateljstvu.

## Delo
Skladal je dela z ljudsko motiviko, zbore, koračnice, scensko glasbo ...
Njegovo najbolj znano delo je koračnica Na Drino (bolj znana pod naslovom Marš na Drino), ki jo je posvetil na Ceru padlemu srbskemu polkovniku Stojanoviću. 
Spisal je tudi prvo srbsko ljudsko opero Na uranku (1903).